# A Vida e Outros Detalhes Insignificantes
A Vida e Outros Detalhes Insignificantes é um livro de humor brasileiro escrito pelo apresentador de televisão e comediante stand-up Danilo Gentili e publicado pela editora Panda Books. O livro conta com piadas autorais de Gentili, que contam situações do cotidiano da vida humana sob a sua visão. O lançamento do livro foi feito na loja da Livraria Cultura localizada no Conjunto Nacional em 29 de julho de 2012.

## Sinopse
O livro A Vida e Outros Detalhes Insignificantes conta situações do cotidiano da vida humana sob a visão de Danilo Gentili, que as descreve com suas piadas autorais criadas para serem contadas em seus shows de stand-up comedy. São abordados no livro temas como sexualidade, trânsito, relacionamentos, entre outras, com textos curtos com ilustrações feitas por Gentili.

## Processo
Por ter o seu nome citado no livro, a ex-namorada de Danilo Gentili, Patrícia Alvarez Câmara, decidiu entrar com um processo contra o comediante. O comediante citava a ex em seus shows desde 2009, quando ela ficou sabendo das piadas feitas por Gentili sobre sua pessoa. Com o processo, Gentili ficou proibido de se aproximar de sua ex e também de sua família, além de proibi-lo de fazer piadas com eles em seus shows.